# FG 42
A Fallschirmjägergewehr 42 (FG42) é um fuzil de fogo seletivo, produzido pela Alemanha durante a Segunda Guerra Mundial. Em alemão, o nome da arma significava "Rifle de Paraquedista".

## Visão geral
Este fuzil foi desenvolvida para as tropas páraquedistas alemãs, os Fallschirmjäger, que, após a sua experiência com a Invasão de Creta, se aperceberam da necessidade de se equiparem com uma metralhadora portátil. Enquanto os seus inimigos tinham um grande número de metralhadoras facilmente portáteis, como a Bren ou a Browning Automatic Rifle, a Alemanha não tinha nenhuma arma assim. Os páraquedistas alemães eram assim obrigados a utilizar um número limitado de metralhadoras MG34 que, embora na sua configuração de metralhadora ligeira, continuavam a ser significativamente pesadas, obrigando ao uso de armas como a Karabiner 98k e a MP40. No entanto, estas armas, apesar de portáteis, não produziam o poder de fogo necessário. Como resultado, depois da autorização de Hermann Göring, iniciou-se o desenvolvimento do FG42.
Ele combinava as características e o poder de fogo de uma metralhadora leve um pouco mais curta (mas consideravelmente mais volumosa e pesada) do que o rifle de infantaria de ação de ferrolho Karabiner 98k padrão. Considerado um dos designs de armas mais avançados da Segunda Guerra Mundial, o FG 42 influenciou o desenvolvimento de armas pequenas no pós-guerra e muitas características de seu projeto, como forma geral, estilo da coronha, operação de ferrolho giratório a gás (ela própria copiada da metralhadora Lewis) e a construção de folha de metal e plástico foram copiadas pelo Exército dos EUA quando desenvolveram a metralhadora M60.

## Desenvolvimento
Após da entrada ao serviço das espingardas semiautomáticas G41 e G43 no Exército Alemão e nas Waffen SS e da incapacidade da MP40 e da Karabiner 98k durante a Batalha de Creta, Hermann Göring insistiu que os seus Fallschirmjäger fossem equipados com uma arma ainda mais avançada. Os requisitos eram que a arma deveria ser leve o suficiente para um paraquedista poder a carregar durante o salto, que tivesse a possibilidade de fogo automático e que pudesse servir como uma espingarda quando necessário.
Foram dados contratos a seis fabricantes, mas apenas são conhecidos dois protótipos que foram submetidos. O design da Rheinmetall-Borsig concebido por Louis Stange foi aceite para produção pela Heinrich Krieghoff of Suhl (fzs) e L.O. Deitrich of Altenburg (gcy). Contudo, devido a falhas no desenho, a arma teve de ser modificada duas vezes, aumentando as suas capacidades mas aumentando também o seu peso e custo.
O mecanismo da FG42 incorporava um arranjo inteiramente novo na liberação do gatilho. Quando disparando em modo semiautomático, o ferrolho fechava sobre a culatra. Quando a arma era disparada no modo automático (rajada) o ferrolho permanecia aberto fazendo o ar fluir dentro da câmara, melhorando bastante a sua refrigeração (sistema semelhante ao da Metralhadora Johnson M1941).

## Distribuição

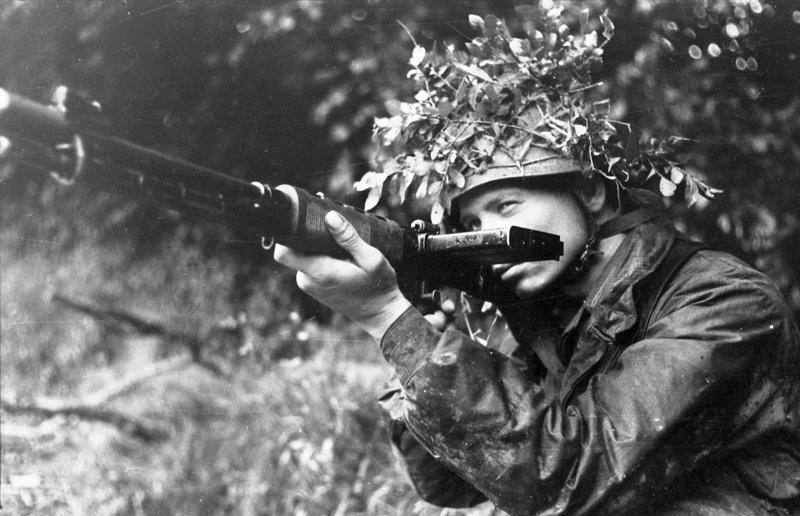
Um Fallschirmjäger (paraquedista) alemão com sua FG 42 (Ausführung "C"), 1944.

Após aproximadamente duas mil FG42 terem sido produzidas pela Krieghoff, o fornecimento de metal manganês foi desviado para a produção de outro equipamento. Isto significou a necessidade de redesenhar a arma para utilizar metal estampado. Os relatórios de combate também estavam a requisitar melhoramentos menores, tais como: deslocar o bipé da frente do gatilho para a ponta da arma para reduzir a dispersão ao disparar, alterar o ângulo da pega da arma para um ângulo quase totalmente vertical, aumentar o tamanho da protecção à frente do gatilho e alterar o suporte do braço de metal estampado para madeira de modo a minimizar o sobreaquecimento. Pela altura a que o FG42/II tinha sido desenvolvida, já a guerra tinha piorado para o lado dos alemães. Os bombardeamentos frequentes dos aliados tinham já destruído várias fábricas na Alemanha e as únicas armas que podiam ser produzidas eram fabricadas em menor número, com materiais de baixa qualidade e estavam sujeitas a fracos métodos de produção. Apenas 5.000 unidades do novo modelo foram produzidas e apenas um número limitado conseguiu chegar às frentes de batalha. Comandos sob o comando de Otto Skorzeny foram os primeiros a utilizar a FG42 durante o salvamento arriscado de Benito Mussolini.
A FG42 era uma excelente arma, porém de fabricação cara e seu processo de produção exigia muito esforço fabril. Por isso nunca foi usada em larga escala e é lembrada hoje como uma arma exclusiva dos paraquedistas alemães. Logo depois, o Exército Alemão e as SS acabaram por optar por outra arma de fogo seletivo igualmente inovadora, porém de fabricação mais rápida e barata, o célebre Sturmgewehr 44.
Ainda viu um breve uso durante a Guerra do Vietnã pelas forças do Vietnã do Norte e Viet Cong, fornecidos pela União Soviética que os havia capturado da Alemanha.

## Usuários
- Argentina: Usado em testes.
- Alemanha: Usado durante a Segunda Guerra Mundial. Destinado ao uso por todas as tropas paraquedistas alemãs, mas nunca foi produzido em número suficiente para uso padronizado.
- Finlândia: Fornecido pelos aliados Alemães durante a Guerra da Continuação.
- Vietnã do Norte: Uso limitado pelo Exército do Povo do Vietnã. Provavelmente fornecido pela União Soviética de rifles capturados pelos alemães.[10]